# Tombeau de Hugues des Hazards
Le tombeau de Hugues des Hazards est un tombeau dédié à Hugues des Hazards, qui fut évêque de Toul de 1506 à 1517. Il est conservé dans l'église Saint-Médard que le prélat avait fait construire dans son village natal de Blénod-lès-Toul, en Meurthe-et-Moselle. Il a été réalisé au début du XVIe siècle et serait l'œuvre conjointe de Jean Pèlerin, de Mansuy Gauvin et d'un artiste italien inconnu.
Il a été classé monument historique au titre immeuble par la liste de 1862.

## Description

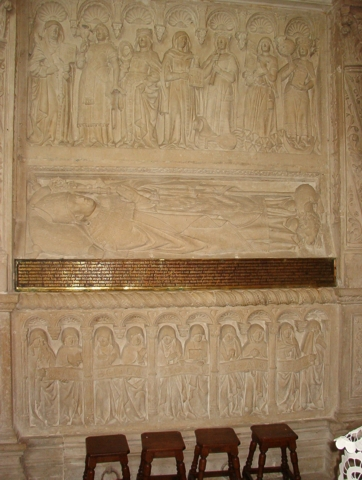
Tombeau de Hugues des Hazards en 2006.

En entrant dans l'église, le tombeau s'aperçoit à gauche du chœur. Il s'agit d'un tombeau mural comme il s'en faisait à Rome à la fin du XVe siècle. L'ensemble mesure 4 mètres de haut sur 3,40 mètres de large. De bas en haut, il se décompose en trois parties : une procession de dix pleurants, le gisant et l'épitaphe, et enfin sept figures représentant les arts libéraux du trivium et du quadrivium. 
Les pleurants, distribués par deux en cinq niches, tiennent ensemble un phylactère portant l'inscription « Nasci, laborare, mori » (« Naître, travailler, mourir » en latin). 
Le gisant, disposé de biais, représente Hugues des Hazards vêtu des habits épiscopaux et portant le « surhuméral », ornement propre aux prélats toulois. Sous le gisant, une longue tablette de cuivre, longue de 2,35 m et haute de 23 cm, recueille l'épitaphe en latin, inscription en caractères gothiques gravés en relief, retraçant la vie et les mérites du prélat.
Au-dessus, s'alignent sept statuettes féminines de 95 cm de hauteur, représentant les sept arts libéraux, à savoir : la grammaire, la dialectique, la rhétorique, l'arithmétique, la musique, la géométrie et l'astronomie. Ces statues reprennent les attributs de la description de Martianus Capella.
L'encadrement du monument se compose de pilastres, rinceaux, imposte, de colonnes à tores en hélice se terminant par des chapiteaux pseudo-corinthiens, eux-mêmes surmontés des armes parlantes du prélat, quatre dés en croix.

## Attribution
Il semble que plusieurs artistes ont travaillé à ce monument : l'architecte Jean Pèlerin pourrait avoir conçu l'ensemble ; l'encadrement architectural et le gisant dénotent une très fine facture et seraient de la main d'un artiste italien ; les figures des arts libéraux et le cortège des pleurants seraient, quant à eux, de l'artiste lorrain Mansuy Gauvain.
Enfin, si l'on compare ce tombeau lorrain aux monuments funéraires romains de la fin du XVe siècle, qui l'ont inspiré, on s'aperçoit qu'ils comportent tous un couronnement, une arcade avec une Vierge à l'Enfant ; on peut en conséquence émettre l'hypothèse de l'inachèvement du monument.
Les lettres V et Ø placées aux deux extrémités du phylactère ont fait l'objet de discussions.
Jacques Baudoin attribue plutôt ce tombeau à un disciple de Mansuy Gauvain par son goût pour le faible relief, pour les ciselures et l'usage du Ø dans les écritures. Il rapproche ce tombeau des sculptures de la Sainte Parenté de Flabémont. Il a proposé comme nom de sculpteur pour le maître de Blénod, Pierre Wiriot, orfèvre du duc René II, originaire de Neufchâteau où il a été inhumé en 153Ø dans la chapelle funéraire qu'il a fait construire en 15Ø5 dans l'église Saint-Christophe en utilisant le Ø dans les écritures.

## Épitaphe
L'abbé Guillaume a donné en 1843 une traduction de l'épitaphe :

« Hugues, de l'ancienne et honorable famille des Hazards, né à Blénod, y fut initié, dès son bas âge, aux premiers éléments des belles-lettres. Ayant ensuite acquis à Toul, à Metz, à Dijon, les meilleurs principes de la Grammaire, il se rendit à Sienne où, pendant sept années et aux frais de ses parents, il donna tous ses soins à l'étude de l'un et de l'autre Droit. Après de remarquables études, décoré du titre de docteur, il alla à Rome pour y exercer la charge d'avocat. Mandé par l'illustrissime roi de Sicile, duc de Lorraine et de Bar, René II, il revint en Lorraine et fut élevé à la dignité de Prévot de Saint-Georges de Nancy. Hugues, si recommandable par ses vertus religieuses et sociales, si dévoué aux intérêts de son pays, fut créé, par le même roi de Sicile, président des États de Lorraine et aussi président de son Conseil. Il montra envers les puissants et les princes, dans les différentes légations dont il fut chargé, une rare prudence, une bonne foi singulière, un tact particulier. Le doyenné de la basilique de Metz étant venu à vaquer, les Chanoines, à l'unanimité, le firent leur doyen. Ensuite, Olry de Blâmont, évêque de Toul, étant mort, les chanoines de cette Église, d'une voix unanime et comme inspirés par le souffle divin, l'élurent, quoique absent, pour premier pasteur. Le pape Jules II confirma son élection et lui donna l'abbaye de Saint-Mansuy, alors vacante. Il administra son diocèse et sa communauté avec impartialité, piété, prudence et justice, et, quoiqu'il fût appliqué aux affaires les plus difficiles du pays, on ne le vit que rarement ne pas embellir de sa vénérable présence, aux grandes solennités de l'année, les lieux soumis à son autorité. Le très-illustre duc Antoine, fils du roi René et son légitime héritier après la mort de son père, environna le pontife des Hazards d'une égale bienveillance et le combla d'honneurs. Après avoir élevé, depuis les fondements, ce magnifique temple de St.-Médard, la citadelle et le palais de Blénod ; après avoir réparé presque la moitié de l'abbaye de St.-Mansuy, réparé et doté plusieurs chapelles, renouvelé les ponts en plusieurs endroits de son diocèse, ménagé, du pied des montagnes et par les conduits souterrains, plusieurs fontaines, et formé des réservoirs à l'usage des hommes et des animaux, il ordonna que, chaque année, son obit fût célébré avec une solennité décente, dans l'Église de St.-Gengoult de Toul et dans cette Église de Saint-Médard. Enfin, le 14e jour du mois d'octobre de l'an 1517, le 63e de son âge et de son épiscopat le onzième, au grand regret de tous, il quitta la vie et reçut la sépulture, en présence d'une foule imposante de personnes, dans cette Église de Saint-Médard, que, plein de souvenirs pour son pays natal, il avait, de son vivant, fait construire avec bonheur. Priez pour lui. »